# Lepanthes lenticularis
Lepanthes lenticularis là một loài thực vật có hoa trong họ Lan. Loài này được Luer & Béhar mô tả khoa học đầu tiên năm 1991.